# شركة التوصية بالأسهم
شركة التوصية بالأسهم هي إحدى الشركات المختلطة، وهي شركة تتكون من فريقين من الشركاء: فريق يضم على الأقل شريكاً متضمناً وفريق آخر يضم شركاء مساهمون لا يقل عددهم عن أربعة ولا يُسألون عن ديون الشركة إلا بقدر حصصهم.

## خصائص شركة التوصية بالأسهم
1- هي ذات طبيعة مختلطة، فهي شركة مساهمة بالنسبة للشركاء المساهمين وشركة تضامن بالنسبة للشركاء المتضامنين.

2- لها عنوان يتألف من اسم واحد أو أكثر من الشركاء المتضامنين ولايضم العنوان اسم أحد الشركاء المساهمين.

3- لايقل رأس مال الشركة عن مليون ريال ولا يقل المدفوع منه عند تأسيس الشركة عن نصف الحد الأدنى.

## نشاط شركة التوصية بالأسهم
أ- إدارة الشركة: يتولى إدارة الشركة شريك متضامن أو أكثر.

ب- الرقابة على إدارة الشركة: هناك جهازان رئيسيان يتوليان أعمال الرقابة الداخلية على إدارة الشركة وهما مجلس الرقابة (ويتكون من ثلاثة من المساهمين على الأقل) ومراقب الحسابات.

## انقضاء شركة التوصية بالأسهم
1- انسحاب أحد الشركاء المتضامنين أو وفاته أو الحجر عليه أو إفلاسه مالم ينص نظام الشركة على خلاف ذلك.

2- تحقق أحد الأسباب الخاصة التي تنقضي بها شركات المساهمة (كانتهاء مدة الشركة أو هلاك معظم رأسمالها أو انتهاء الغرض الذي اسست من أجله أو اندماجها مثلاً في شركة أخرى...).